# Simeon Nwankwo
Simeon "Simy" Tochukwu Nwankwo (Onitsha, 7 de maio de 1992) é um futebolista nigeriano que  atua como atacante. Atualmente joga na Salernitana.

## Carreira
Profissionalizou-se no Portimonense, então na Segunda Liga portuguesa, em 2011, jogando 55 partidas e marcando 17 gols pelo clube algarvio, que defenderia até 2013, quando foi contratado pelo Gil Vicente, que disputava a Primeira Divisão. Na temporada de estreia pelos Gilistas, foram 15 jogos e nenhum gol marcado. Até 2016, Simy participou de 88 partidas e balançou as redes adversárias 29 vezes - marcou também 2 gols na Taça de Portugal.
Em julho de 2016, assinou com o Crotone, recém-promovido à primeira divisão italiana, onde atua até hoje - não evitou o rebaixamento na temporada 2017-18, embora tivesse marcado 7 gols na campanha dos Pitagóricos.

## Seleção Nigeriana
Simy foi convocado para defender a Seleção Nigeriana de Futebol na Copa de 2018. Até então, o atacante nunca disputara jogos pelas equipes de base de seu país natal.